# 渡濑氏鼠耳蝠
渡濑氏鼠耳蝠（学名：Myotis rufoniger）也称赤黑鼠耳蝠，一种分布于东亚及东南亚部分地区的蝙蝠，隶属于蝙蝠科鼠耳蝠属。
本种与金黄鼠耳蝠（Myotis formosus）在物种识别及学名和中文名使用上较为混乱，2017年研究人员结合形态学和分子系统发育学方法进行分类厘定，认为金黄鼠耳蝠在中国大陆仅在江西省有分布记录，另外大陆地区文献描述的绯鼠耳蝠（Myotis formosus）应为渡濑氏鼠耳蝠。

## 形态特征
渡濑氏鼠耳蝠前臂长46.34mm±0.85 mm，颅全长17.59mm±0.23 mm。背毛长，毛基深褐色或近黑色，毛中浅黄色，毛端红褐色；腹毛色较背面浅，翼膜大部分为红褐色，在其鼻尖、耳缘、拇指和爪均显著黑色。